# Macropsis lovedalensis
Macropsis lovedalensis är en insektsart som beskrevs av William Lucas Distant 1916. Macropsis lovedalensis ingår i släktet Macropsis och familjen dvärgstritar. Inga underarter finns listade i Catalogue of Life.